# 하이브리드 로켓

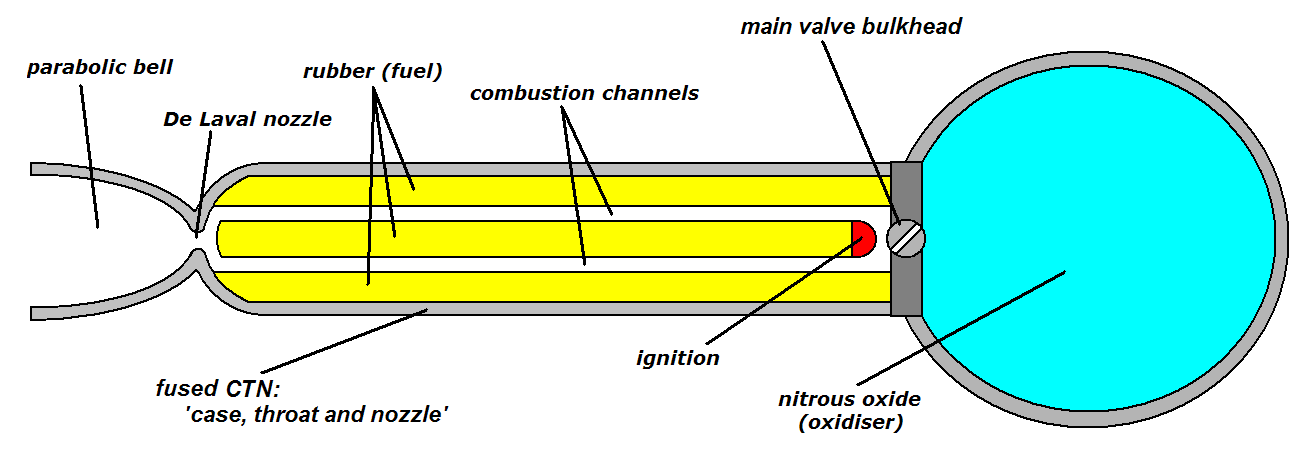
스페이스십원의 하이브리드 로켓 모터 세부 사항

하이브리드 로켓(hybrid rocket) 또는 하이브리드 추진제 로켓(hybrid-propellant rocket)은 두 가지 다른 단계, 즉 고체와 기체 또는 액체의 로켓 추진제를 사용하는 로켓 모터가 장착된 로켓이다. 하이브리드 로켓 개념은 1930년대 초반으로 거슬러 올라간다.
하이브리드 로켓은 추진제 취급의 위험과 같은 고체 로켓의 일부 단점을 피하는 동시에 기계적 복잡성과 같은 액체 로켓의 일부 단점도 피한다. 연료와 산화제가 밀접하게 혼합되기 어렵기 때문에(물질의 상태가 다르기 때문에) 하이브리드 로켓은 액체나 고체보다 더 쉽게 실패하는 경향이 있다. 액체 로켓 엔진과 마찬가지로 하이브리드 로켓 모터도 쉽게 정지할 수 있고 추력을 조절할 수 있다. 하이브리드의 이론적 비충격(Isp) 성능은 일반적으로 고체 모터보다 높고 액체 엔진보다 낮다. 금속화 연료를 사용하는 하이브리드 로켓에서는 최대 400초의 Isp가 측정되었다. 하이브리드 시스템은 고체 시스템보다 더 복잡하지만 산화제와 연료를 별도로 저장하여 고체 로켓 모터의 제조, 운송 및 취급에 따른 심각한 위험을 방지한다.

## 같이 보기
- 우주선 추진